# آگوستوس
گایوس یولیوس سِزار آگوستوس(به لاتین:Gaius Julius Caesar Augustus ، زاده‌شده: گایوس اُکتاویوس تورینوس (به لاتین: Gaius Octavius Thurinus) که با نام اُکتاویان (لاتین:Octavianus) هم شناخته‌ می‌شود، بنیان‌گذار پرینکیپاته و نخستین امپراتور روم بود. آگوستوس زمام امور امپراتوری روم را از ۲۷ پیش از میلاد تا لحظهٔ مرگ در ۱۴ پس از میلاد بر عهده داشت. وی از نوادگان برادری ژولیوس سزار که وارث و جانشین او بود (ژولیوس سزار دایی مادر گایوس اکتاویوس بود) و در هنگام مرگ سزار در یونان مستقر بود. اوکتاویوس پس از مرگ سزار و هنگامی که مارکوس آنتونیوس زمام امور رم را به‌دست گرفت، به رم آمد و به جنگ با او پرداخت. سیسرون سخن‌سرای سرشناس رومی در این زمان چهارده خطابه، ضد آنتونیوس و به پشتیبانی از اکتاویوس (موسوم به فیلیپیکائه) ایراد کرد که بعداً باعث قتل او توسط آنتونیوس (با سکوت اکتاویوس) شد. در نبردی که در شهر مودنا میان طرفداران جمهوری به رهبری پانسا و هیرتیوس دو کنسول روم و اکتاویوس علیه آنتونیوس جانشین خودخوانده سزار رخ داد، ارتش جمهوری پیروز شد. پانسا و هیرتیوس کشته شدند و اکتاویوس پیروزی را تصاحب کرد. بعدها آنتونیوس ابتدا با لپیدوس سپس با اکتاویوس متحد شد تا علیه آخرین بقایای جمهوری در فیلیپی بجنگند.

## آغاز زندگی
گایوس اکتاویوس در سال ۶۳ (پیش از میلاد) زاده شد. جمهوری روم و در زمان نوجوانی گایوس اکتاویوس، درگیر جنگ داخلی خونینی بود که با پیروزی ژولیوس سزار در سال ۴۴ (پیش از میلاد) پایان یافت.
رابطه ژولیوس سزار با نوه خواهرش نزدیک نبود. اما تصمیم گرفت گایوس اکتاویوس را وارث خود کند و این را در وصیت‌نامه‌اش قید کرد. با قتل ژولیوس سزار، گایوس اکتاویوس در ۱۸ سالگی پول و عنوان ژولیوس سزار را به ارث برد. او نام تازه «گایوس ژولیوس سزار» را برگزید. با اینکه گایوس اکتاویوس جوانی جاه‌طلب و با بلوغ سیاسی بالا بود اما همه موفقیت خود را مدیون نام و نسبتش با سزار بود. کمی بعد، آگوستوس، ژولیوس سزار را «خدا» خواند و به نام خود، عبارت «پسر خدا» (divi filius) را افزود.
آگوستوس پس از مرگش به جایگاه خدایی ارتقا یافت. اما در دوران زندگی، اجازه نداد کسی او را بپرستد. اما اجازه داد که قرین کردن نامش با رم مجاز باشد به شرط آنکه مراسم نیایش در رم نباشد.

## حکومت سه نفره
با وساطت لیپیدوس حکمران اسپانیا، اکتاویوس با آنتونیوس مصالحه کرد و این سه تن دومین حکومت سه نفری را تشکیل دادند.
آنان خزانه‌های خویش را سامان دادند و حقوق سپاهیان را پرداخت کردند و اسامی ۳۰۰ سناتور و ۲۰۰۰ بازرگان را برای کشتن اعلام کردند و برای هریک ۲۵۰۰۰ درهم پاداش قرار دادند و خونبارترین حکومت هراس را در تاریخ روم برقرار کردند. نام سیسرون در صدر فهرست محکومان توسط آنتونیوس قرار داده شد. اکتاویوس واکنشی نشان نداد و سربازان آنتونیوس او را با وضع دردناکی کشتند و سرش را به دار کشیدند.
در سال ۴۲ (پیش از میلاد)، اکتاویوس و آنتونیوس در تعقیب کاسیوس و بروتوس از کشندگان سزار به مقدونیه رفتند. آنان پس از مدتی مقاومت خودکشی کردند. اکتاویوس به رم بازگشت اما آنتونیوس از آسیا به مصر رفت و در آنجا به همراه کلئوپاترا به خوش‌گذرانی پرداخت. تا جاییکه حتی از پذیرفتن همسرش (خواهر اکتاویوس) نیز خودداری کرد. اکتاویوس در ایتالیا مشغول تحکیم استحکامات شد و چون میانه او و لیپیدوس بر سر سیسیل به هم خورد و لیپیدوس خود را آماده مقاومت در برابر اکتاویوس نمی‌دید، از کار کناره گرفت و امور را به اکتاویوس سپرد.

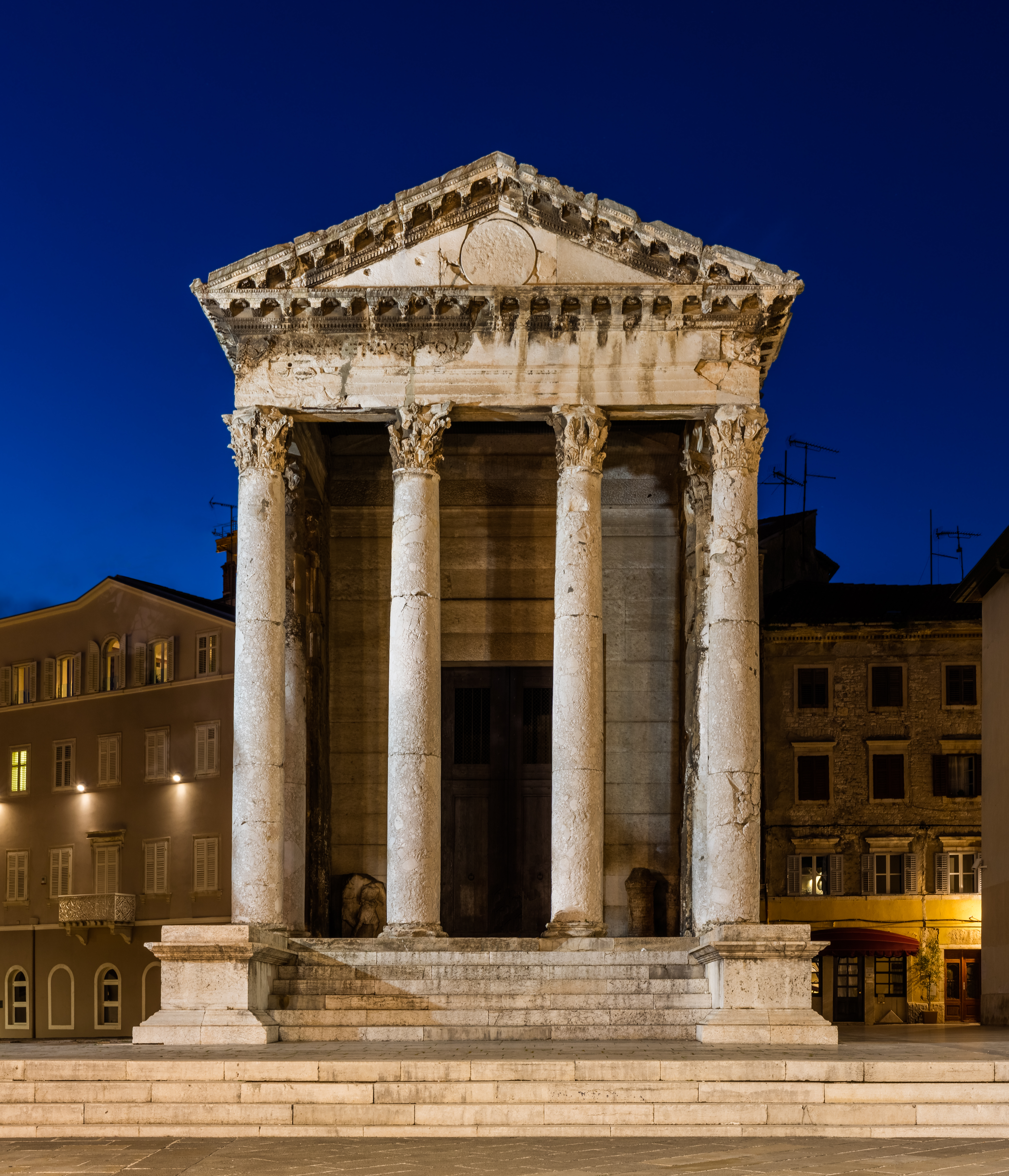
معبد آگوستوس در پولا، کرواسی. بنای اصلی معبد احتمالاً در سال‌های حُکم‌رانی آگوستوس بر امپراتوری روم بنا شد.

## نبرد با مارکوس آنتونیوس
در این زمان چون مارکوس آنتونیوس در جنگ برابر اشکانیان شکست خورده بود و عده بسیاری از سپاهیان خود را از دست داده بود و به علت نپذیرفتن خواهر اکتاویوس توسط او، روابط او و اکتاویوس به تیرگی گرایید.
در سال ۳۲ (پیش از میلاد) اکتاویوس با سمت کنسولی فرماندهی کشتی‌های جنگی و سپاهیان رومی را به عهده گرفته و به سوی یونان حرکت کرد تا کار را با آنتونیوس که در یونان به‌سر می‌برد یکسره کند. در سال ۳۱ (پیش از میلاد) در ناحیه آکتیوم (به لاتین: Actium)، ساحل غربی یونان، در یکی از قاطع‌ترین نبردهای تاریخ، نیروی دریایی آنتونیوس و ملکه مصر مرکب از ۵۰۰ کشتی جنگی که ۱۰۰٬۰۰۰ پیاده و ۱۲۰۰۰ سوار آن را پشتیبانی می‌کردند، شکست داد. آنتوان و کلئوپاترا به مصر گریختند و اکتاویوس در تعقیب آنان وارد مصر شد. آنتونیوس چون سستی ملکه و نیروهای خود را دید، خودکشی کرد و ملکه هم پس از دستگیری و اسارت این کار را کرد. مصر به فرمان اکتاویوس یکی از ایالات روم شد.

## امپراتوری

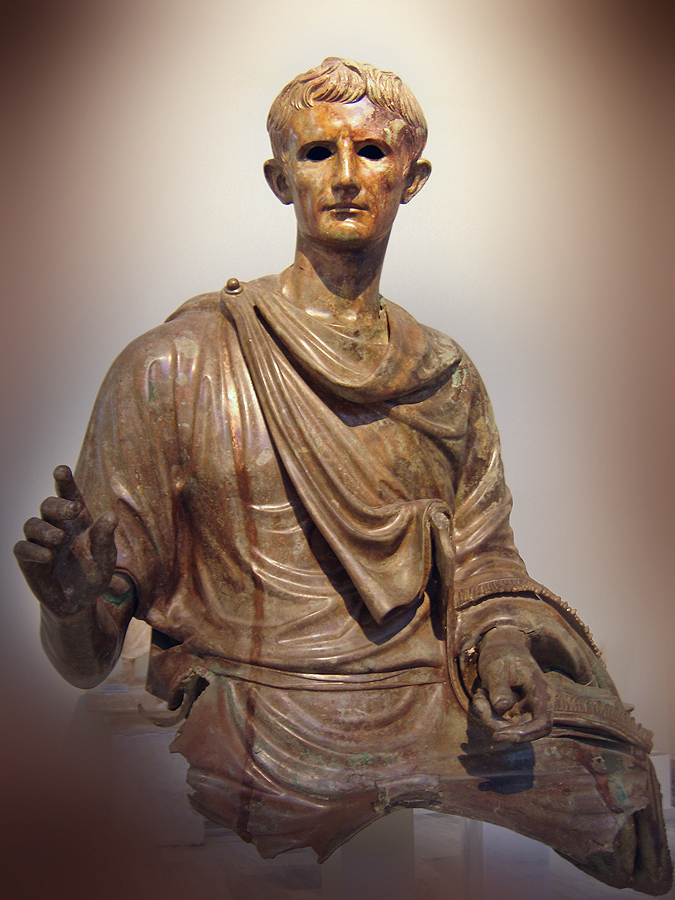
گایوس یولیوس سِزار آگوستوس

اکتاویوس مایل نبود با عنوان پادشاهی حکومت کند و با پیشنهاد سنا لقب آگوستوس (به لاتین: Augustus) را که ویژه خدایان بود، پذیرفت. او عنوان امپراتور را به عنوان خود افزود.
گایوس اکتاویوس یکی از مهم‌ترین گسترانندگان امپراتوری روم بود. او از هنگام مرگ ژولیوس سزار تا شکست مارک آنتونی، برای ۱۳ سال تقریباً بی‌وقفه در جنگ بود. آگوستوس برای توسعه و حفظ قلمروی روم لژیون‌های ثابتی را به استخدام روم درآورد و تعدادی زیادی لژیون جدید را تأسیس کرد. وی الگوی نظامی مهمی را بر مبنای تقسیم ارتش روم در بریتانیا، حوزه راین، حوزه دانوب، ارتش فرآت، ارتش مصر و ارتش آفریقا پدیدآورد.
آگوستوس جنگ‌سالاری بی‌رحم و خون‌ریز بود. نام آگوستوس، ترس به دل‌ها می‌انداخت. او دستور قتل مخالفان سیاسی خود را صادر می‌کرد. گفته می‌شود او با دست خود، چشم کسی را از کاسه درآورده است.

## پروپاگاندا
آگوستوس یکی از مهم‌ترین و موفق‌ترین کاربران پروپاگاندا در دوران خود بود. آگوستوس در توجیه حکم‌رانی بی‌رحمانه خود می‌گفت که فقط او است که می‌تواند پس از این همه جنگ، صلح را به ارمغان بیاورد. پیش از آگوستوس، روم پانصد سال جمهوری بود، این جمهوری مردم‌سالار نبود، اُلیگارشی بود، یعنی حکومت در دست عده اندکی بود اما طوری طراحی شده بود که هیچ مردی نتواند به تنهایی قدرت را قبضه کند. پیش از جمهوری، پوشیده در غبار زمان، پادشاهانی در روم حکومت می‌کردند که تا قرن‌ها بعد به خودکامه‌گانی بی‌رحم معروف بودند. آگوستوس همیشه محتاط بود از عنوانی استفاده نکند که نشان دهد او فقط اسمش شاه نیست. او عنوانی متواضعانه برگزید: «شهروند اول». سزار در میان شهروندان عادی رم محبوب بود، شاید تا حدی برای اینکه آن‌ها را با نان و سیرک راضی نگه می‌داشت. زمانی که در اجرای وصیت‌نامه و انتقال دارایی‌های جولیوس سزار وقفه افتاد، آگوستوس قرض کرد تا به هر شهروند پولی بدهد و با نمایش‌های پر زرق و برق جنگ گلادیاتورها و جانوران وحشی آنها را سرگرم کند، همان سیاست نان و سیرک. وسط شهر رم را به ستاره‌ای مزین کرد. آن دنباله‌دار هنوز هم به دنباله‌دار جولیوس معروف است. آگوستوس در تمام دوران حکومتش از هیچ خرجی برای برگزاری جشن و نمایش برای توده‌های رمی فروگذار نکرد؛ پروپاگاندایی مؤثر در تمام دوران حکم‌رانی‌اش. کمی بعد، آگوستوس جولیوس سزار را خدا خواند و به نام خودش که در آن زمان گایوس جولیوس سزار بود این عبارت را افزود،divi filius، پسر خدا. آگوستوس در ۴۵ سال حکومتش از شیوه‌های مختلف پروپاگاندا استفاده کرد و در متقاعد کردن مردم عجیب موفق بود. او چند امتیاز داشت، پول، انحصار ابزار پروپاگاندا و زمان کافی برای فراگیر کردن پیامش.

### روایت‌های در ارتباط با تولد
سوئتونیوس (حدود ۶۹ پس از میلاد - حدود ۱۲۲ از میلاد) نوشت: «در همان روز تولد و پس از آن، که از آن می‌توان عظمت آینده و خوشبختی بی وقفه آگوستوس را پیش‌بینی و درک کرد. در زمان‌های قدیم، زمانی که بخشی از دیوار ولتری (بخشی از رم) مورد اصابت صاعقه قرار گرفته بود، پیش‌بینی می‌شد که یک شهروند آن شهر روزی بر جهان حکومت خواهد کرد. مردم ولتری از طریق اعتمادی که به وقوع این پیش‌بینی داشتند، بلافاصله با مردم روم جنگ کردند و پس از آن بارها با آنها تقریباً تا نابودی کامل آنها جنگیدند. اما سرانجام مدت‌ها بعد این واقعه ثابت کرد که آن فال حکمرانی آگوستوس را پیشگویی کرده بود.» به گفته یولیوس ماراتوس (ح. ۲۷ پیش از میلاد - ۱۴ پس از میلاد)، «چند ماه قبل از تولد آگوستوس، نشانه ای در روم مشاهده شد که هشدار می‌داد که طبیعت برای مردم روم حامل یک پادشاه است. پس از آن، مجلس سنا با تعجب حکم داد که هیچ فرزند پسر متولد شده در آن سال نباید تربیت شود.»

## مشروعیت
برای آگوستوس مهم بود که مردم، مشروعیت حکومت او را بپذیرند و استدلال می‌کرد که قدرت او مطلق است چون مردم این را خواسته‌اند و پادشاهی او برخلاف میل باطنی و به اصرار مردم است. برای این کار، در سال ۲۷ (پیش از میلاد) در سنای روم نطقی کرد و گفت: «خود البته می‌بینید که در توان من هست بر شما حکومت کنم اما دیگر نباید شما را رهبری کنم، خیر، من کاملاً ترک مقام می‌کنم و همه چیز را به شما وامی‌گذارم». با برنامه از پیش‌تایین‌شده، سناتورها فریاد زدند و برای دولت پادشاهی التماس کردند. در نتیجه، آگوستوس نیز مجبور شد که قدرت خود را مطلقه کند. در همین مراسم، با تصویب سنا، به آگوستوس لقب «پادشاه» داده شد. ۲۵ سال پس از آن نیز به آگوستوس، لقب پدر ملت دادند.

### هنر
در زمان حکومت آگوستوس، رم از شهری خشتی به شهری مرمرین تبدیل شد و خیلی زود سراسر امپراتوری، از آن شهر تقلید کرد. بناهای‌های باشکوه از جمله آرام‌گاه زیبای او، دیگران را به تحسین و شگفتی وامی‌داشت.
شاعران هم در وصف شکوه و بزرگی امپراتور، شعر می‌سرودند. ویرژیل حماسه ملی انه‌اید را به افتخار او نوشت. در سراسر امپراتوری روم، مجسمه‌ها و نقاشی‌های اسطوره‌ای شبیه به آگوستوس، ساخته می‌شدند.
جواهرات، ظروف غذا و هر وسیله خانگی که تولید انبوه می‌شد، و سکه تصویر آگوستوس را داشتند. مردم او را همه‌جا و همه‌وقت می‌دیدند.

### خشنودسازی مردم
آگوستوس در همه دوران حکومت خود از هیچ خرجی برای برگزاری سیرک، جشن و نمایش برای توده‌های رمی فروگذار نکرد. او می‌دانست که با نان و سیرک می‌تواند دهان مردم را ببندد. تا جایی که پس از مرگ ژولیوس سزار و وقفه در کار حکومت، از ثروتمندان پول قرض کرد تا به هر شهروند پولی بدهد و با نمایش‌های پر زرق‌وبرق جنگ گلادیاتورها و جانوران وحشی آنها را سرگرم کند. آگوستوس تلاش می‌کرد از بریز و بپاش متظاهرانه در زندگی شخصی خود، خودداری کند.

### ژولیوس سزار
در روم باستان، دنباله‌دارها را بدشگون می‌پنداشتند. اما یک‌بار در هنگام برگزاری مسابقاتی که به افتخار ژولیوس سزار برپا می‌شد دنباله‌داری در آسمان پدیدار شد. آگوستوس گفت که این ژولیوس سزار است که به آسمان‌ها عروج می‌کند. سپس ستاره‌ای را به مجسمه ژولیوس سزار در وسط شهر رم افزود. آن دنباله‌دار هنوز هم به دنباله‌دار سزار شناخته می‌شود.

### ماه‌های ژوئیه و اوت
آگوستوس در دوران پادشاهی خود، نام ژولیوس سزارِ مقدس (خدا) را بر یکی از ماه‌های سال یعنی ژوئیه گذاشت. چند دهه بعد، وقتی آگوستوس هنوز زنده بود نام خود او را بر روی یکی دیگر از ماه‌های سال یعنی اوت یا اوت گذاشتند.

### زنا
آگوستوس با تصویب یک قانون، زنا را جرم اعلام کرد که باعث دردسر بزرگی برای خودش شد؛ زیرا آشکار شد که دخترش جولیا و ده سال بعد نوه‌اش به همین نام، زنا کرده‌اند. هر دوی آنها تبعید شدند.

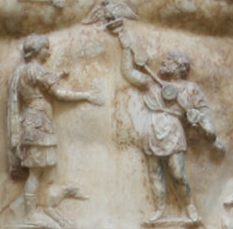
اشکانیان درفش رومیان را بازمی‌گردانند. صحنه حکاکی شده بر روی تندیس آگوستوس در پریما پورتا

## صلح با ایران
روابط ایران و روم نخستین بار در سال ۹۶ پیش از میلاد و در جریان جنگ‌های مهردادی مربوط به دودمان پنتوس در آناتولی شکل گرفت و از همان زمان در وضعیت حساس و شکننده‌ای بود. با این حال تا سال ۵۳ پیش از میلاد و نبرد حران کار به درگیری نظامی نکشید. پس از شکست تحقیرآمیز رومیان در حران که علاوه بر شکست، منجر به از دست رفتن شمار زیادی از درفش‌های عقاب‌نشان رومی نیز شده بود، مارکوس آنتونیوس به بهانه گرفتن انتقام کراسوس و پس گرفتن درفش‌ها به ایران لشکر کشید. با این حال او نیز به سختی شکست خورد. پس از دو شکست پیاپی رومیان در حمله به ایران به دست مارک آنتونی و کراسوس، آگوستوس تصمیم گرفت تا از طریق دیپلماسی با شاهنشاهی اشکانی صلح کند. سرانجام در سال ۲۰ (پیش از میلاد) گفتگوها میان ایران و روم به نتیجه رسید و فرهاد چهارم صلح را پذیرفت. فرهاد همچنین درفش رومیان را که در نبرد حران میان کراسوس و سورنا به دست ایرانیان افتاده بود را به امپراتوری روم بازگرداند. این صلح پایانی بر نخستین دور از جنگ‌های ایران و روم بود؛ جنگ‌هایی که مقدر بود تا هفت سده پس از آن ادامه پیدا کند.
این دستاورد بزرگی برای روم و احتمالاً بزرگ‌ترین دستاورد دیپلماتیک دوران آگوستوس در طول زندگی او بود. درفش‌های شاهی در دوران باستان از اهمیت بسیار بالایی برخوردار بودند و افتادن درفش روم به دست دولت تیسفون یک تحقیر تاریخی برای روم به‌شمار می‌رفت. در واقع رومیان از اینکه انتقام کراسوس را از طریق جنگ بگیرند ناامید شده بودند و در همین راستا اکتاویوس پس گرفتن درفش کراسوس را به عنوان یک پیروزی در برابر ایران جلوه داد. او حتی صحنه بازپس‌گیری درفش امپراتوری از ایران را بر روی زره خود حک کرد.

## مرگ
او در سال ۱۴ میلادی و در سن ۷۵ سالگی درگذشت و با جلال و شکوه در مقبره خود در شان دومارس مدفون شد. مجلس سنا برای او لقب آپوتئوز (Apotheose) را تصویب کرد و در ردیف خدایان قرار گرفت.

## روابط خارجی
در سال ۳۰ پیش از میلاد فرهاد چهارم به قدرت بازگشت و تیرداد دوم که شورش کرده بود، نزد آگوستوس پناه برد.